# 류예
류예(중국어 간체자: 刘烨, 정체자: 劉燁, 병음: Líu Yè, 한자음: 유엽, 1978년 3월 23일 ~ )는 중화인민공화국의 배우이다. 중앙희극학원 출신이다.

## 작품 목록

### 영화
- 《그 산, 그 사람, 그 개》 (1999년)
- 《란유》 (2001년)
- 《발자크와 바느질하는 중국 소녀》 (2002년)
- 《퍼플 버터플라이》 (2003년)
- 《꿈꾸는 풍경》 (2003년)
- 《미인초》 (2003년)
- 《모리화》 (2004년)
- 《의신의귀》 (2005년)
- 《청춘애인사건》 (2005년)
- 《아수》 (2005년)
- 《무극》 (2006년)
- 《황후화》 (2007년)
- 《미니》 (2007년)
- 《다크 매터》 (2007년)
- 《천당구》 (2007년)
- 《커넥트》 (2008년)
- 《경한》 (2008년)
- 《건국대업》 (2009년)
- 《난징! 난징!》 (2009년)
- 《철인》 (2009년)
- 《3중 충돌》 (2010년)
- 《애출색》 (2010년)
- 《건당위업》 (2011년)
- 《부재양니고단》 (2011년)
- 《초한지: 영웅의 부활》 (2013년)
- 《봉배도저》 (2013년)
- 《살계》 (2013년)
- 《폴리스 스토리 2014》 (2014년)
- 《웨이팅》 (2014년)
- 《베이징, 뉴욕》 (2014년)
- 《놈놈놈: 주자, 희자, 비자》 (2015년)
- 《세이빙 미스터 우》 (2016년)
- 《대폭격》 (2016년)
- 《마이 워》 (2016년)
- 《야공작》 (2017년)
- 《건군대업》 (2017년)
- 《대폭격》 (2018년)

### 방송
- 《북평무전사》 (2014년)
- 《파파취나얼 시즌 3》 (2015년)

## 수상
- 2001년 제38회 금마장 영화제 남우주연상 수상
- 2004년 제24회 홍콩 영화 금계장 영화제 남우주연상 수상